# 특수 상대성이론
특수 상대성이론(特殊相對性理論, 독일어: spezielle Relatiitätstheorie, 영어: special theory of relativity), 또는 특수상대론(特殊相對論, 영어: special relativity)은 빛의 속도에 견줄 만한 속도로 움직이는 물체들을 다루는 역학 이론이다. 특수 상대성 이론은 고속의 물체에 대하여 기존의 뉴턴 역학의 갈릴레이 변환을 대체하고, 갈릴레이 변환과 달리 고전전자기학의 맥스웰 방정식에서처럼 모든 관성계에서 관찰자의 속도와 무관하게 빛의 속도는 일정하다.
특수 상대성 이론은 갈릴레이 변환 대신 로런츠 변환을 채용한다. 이 이론에서는, 갈릴레오가 주장한 것처럼 모든 관성계가 동등하지만, 전자기학의 맥스웰 방정식의 이론과 같이 광속이 모든 관성계에서 동등하다. 즉, 빛 (혹은 다른 질량이 없는 입자 또는 파동)의 속도는 이를 방출하는 물체와 관찰자 사이의 상대운동에 무관하다.
특수 상대성 이론은 여러 가지 놀라운 예측을 하는데, 이 예측들은 전부 실험에 의해 검증되었다. 로런츠 변환을 도입함에 따라, 시간과 공간을 운동학적으로 더 이상 구별하여 생각할 수 없다. 헤르만 민코프스키는 이 둘을 더하여 시공간이라는 하나의 개체로 생각하고 기하학적으로 다루는 민코프스키 공간을 도입하였다. 이에 따라, 시간과 공간 중 하나에만 의존하는 측정량 (예를 들어 길이, 시간 간격 등)은 서로 다른 관성계에서 서로 다른 값을 가진다. 따라서, 시간과 공간에 해당하는 값들을 합쳐서 4차원 벡터로 나타내면 다루기 쉽다.
특수 상대성 이론에서는 어떤 일반적 속도 상수(광속)가 존재하므로, 이를 이용하여 질량과 에너지를 관계지을 수 있다. 이론에 따르면, 어떤 계의 질량은 그 계의 운동량 중심의 (순간적인) 관성계에서의 에너지와 같다 (E = mc2). 이를 질량-에너지 등가성이라 한다.
특수 상대성 이론은 (뉴턴 역학과 같이) 상대성 원리를 오로지 관성계에 대해서만 적용한다. 즉, 가속계는 관성계와 실험적으로 구별할 수 있다는 것이다. 후에 발견된 일반 상대성 이론은 중력을 고려하면 가속계가 관성계와 동등하다고 주장한다. (정확히 말하면, 가속계와 관성계를 구별할 수 없다.) 그러나 강한 중력장이 없는 경우, 특수 상대성 이론은 물리적 현상을 정확히 기술한다. 다루어지는 속도가 빛의 속도에 비해 훨씬 작은 일상적인 영역에 대해서는 특수 상대성 이론의 예측은 뉴턴 역학의 예측과 일치한다고 한다.

## 가정
특수 상대성 이론은 기본적으로 다음과 같은 두 개의 가정에서 시작한다.
관성계는 동등하다.
진공에서의 빛의 속력은 어느 관성계에서나 일정하다.
첫 번째 가정은 어느 관성계(속도가 일정한 계)에서든 물리 법칙은 동등하게 적용된다는 뜻이다. 비록 땅에서 볼 때 시속 100 km로 가는 차가 같은 방향으로 시속 50 km로 가는 기차 안에서는 시속 50 km로 이동하는 것처럼 보이지만, 이 구체적인 값의 차이와는 달리 두 관성계 모두에서 물리 법칙, 즉 관성의 법칙, 운동량 보존의 법칙, 에너지 보존의 법칙 등은 동등하게 적용된다. 이렇게 모든 관성계에 적용되는 물리 법칙이 같으므로 물리 법칙의 차이를 이용해서 두 관성계를 구분할 수 없다. 따라서 두 관성계는 동등하고 어느 하나가 다른 하나에 비해 더 '진정한 기준관성계'에 가깝지 않다.
두 번째 가정은 어느 관성계에서 관측하든지 빛의 속도는 동일하게 관측된다는 것이다. 기존의 갈릴레오 변환에서는 관성계 A에 대해 u의 속도로 움직이는 관성계 B에서 관측한 어느 물체의 속도가 v일 때 관성계 A에서 관측한 물체의 속도는 u+v이다. 하지만 이 변환은 빛에 대해서는 적용되지 않는다. 즉 관성계 A에 대해 u의 속도로 움직이는 관성계 B에서 관측한 빛의 속력이 c일 때 관성계 A에서 관측한 빛의 속력은 u+c가 아닌 c이다.

## 동시성의 상대성
특수 상대성 이론에 의하면 동시성은 좌표계에 따라 상대적이다. 즉 동시라는 것은 좌표계에 따라서 다르게 관측된다는 것이다. 한 좌표계에서 두 사건이 동시에 일어난 것이라 관측되었더라도 다른 좌표계에서는 두 사건이 동시에 일어나지 않은 것으로 관측될 수 있다. 이 원리는 수학자 앙리 푸앵카레가 1900년에 처음 발표하였다.
이 현상의 가장 유명한 예는 다음과 같다. 빠른 속도로 움직이는 버스가 있고 버스의 앞면과 뒷면의 정확한 중앙에 전등이 하나 놓여 있다. 이 전등이 꺼져 있다가 갑자기 켜진다고 하자. 이때 전등에서 나온 빛이 버스의 앞면에 도달하는 사건을 A, 뒷면에 도달하는 사건을 B라 하자. 그러면 버스 안에 있는 사람은 A와 B가 동시에 일어났다고 관측할 것이다. 그 이유는 전등이 앞면과 뒷면의 정중앙에 있기 때문에 앞면과 뒷면으로 향한 빛의 진행 거리가 같았기 때문이다. 그러나 버스 외부에서 보면 B가 A보다 먼저 일어난 것으로 보인다. 외부에서 보면 빛은 앞과 뒤를 향해 같은 속력으로 진행하지만 뒷면은 빛을 향해 가까워지고, 앞면은 빛에서 멀어지게 된다. 따라서 뒷면으로 향한 빛이 앞면으로 향한 빛보다 먼저 도착하게 된다. 즉 두 관찰자의 동시가 일치 하지 않는다는 것이다.
이것은 이와 같은 특수한 상황에서만 적용되는 성질이 아니라 어떠한 두 사건에 대해서도 성립하는 일반적인 법칙이다. 또한 이 성질은 시간 팽창과 길이 수축을 설명하는 데 기본적인 바탕이 된다.

## 시간 팽창

빠르게 달리고 있는 중에는 시간이 느리게 간다.

시간 팽창(Time dilation)은 어떤 관성계에서 상대속도를 가지는 다른 관성계를 관측할 때 시간이 팽창된 것으로 관측되는 것을 뜻한다. 즉 관성계 A에서 움직이는 다른 관성계 B를 보면 B의 시간이 상대적으로 느리게 가는 것으로 관측된다. 물론 모든 관성계는 동등하기 때문에 역으로 다른 관성계 B에서 관성계 A를 관측하면 A의 시간이 상대적으로 느리게 가는 것으로 관측된다.
정확히는 A에서 관측한 B의 시간이 다음과 같이 보인다.
{\displaystyle \Delta t'=\gamma \Delta t={\frac {\Delta t}{\sqrt {1-v^{2}/c^{2}}}}\,}
여기서
{\displaystyle \Delta t\,}는 관찰자의 좌표계에 대해 이동하는 좌표계에서 측정한 두 사건 사이의 시간 간격,
{\displaystyle \Delta t'\,}는 관찰자의 좌표계에서 측정한 두 사건 사이의 시간 간격,
{\displaystyle v\,}는 관찰자와 이동하는 좌표계 간의 상대속도,
{\displaystyle c\,}는 진공 중에서의 빛의 속도,
{\displaystyle \gamma ={\frac {1}{\sqrt {1-v^{2}/c^{2}}}}\,}는 로런츠 인자이다.
이 두 관측 결과는 서로 모순되는 것처럼 보이지만 그렇지 않다. 관성계 A에서 B의 시간을 관측하기 위해서는 측정 시작 시각과 끝 시각을 각각 측정해서 두 차이를 구해야 한다. 그런데 B는 움직이고 있으므로 측정 시작 시각의 B의 위치와 끝 시간의 위치 두 곳에 각각 시계를 놓아야 한다. 이때 측정 전에 두 시계가 가리키는 시각이 같아야 한다. 이렇게 두 시계의 시각을 같게 조정하는 것을 동기화(synchronization)라 한다. 그러나 A에서 두 시계를 동기화하였더라도 이것을 B가 관측했을 때는 동시성의 상대성에 의해 두 시계가 다른 시각을 가리키는 것으로 관측된다. 따라서 B가 관측하기에는 A가 잘못된 실험을 하는 것으로 보이고 따라서 B의 시간이 A보다 느리게 간다는 A의 관측 결과는 B에게 맞지 않는 것이다.
또한 B에서 A를 관측하는 경우에는 지금까지와 전혀 다른 실험이 필요하다. A에서 B를 관측할 때는 A에 동기화된 2개의 시계와 B에 하나의 시계가 필요했지만 B에서 A를 관측하는 경우에는 B에 동기화된 2개의 시계와 A에 하나의 시계를 사용해 실험을 한다. 즉 A와 B는 서로 다른 실험을 하는 것이고 따라서 두 결과는 상호 모순적이지 않다.

## 길이 수축

양 끝을 동시에 측정해야 한다.

길이 수축(Length contraction)은 어떤 관성계에서 상대속도를 가지는 다른 관성계를 관측할 때 길이가 수축된 것으로 관측되는 것을 뜻한다. 즉 관성계 A에서 움직이는 다른 관성계 B를 보면 B의 길이가 상대적으로 짧아진 것으로 관측된다. 물론 모든 관성계는 동등하기 때문에 역으로 다른 관성계 B에서 관성계 A를 관측하면 A의 길이가 상대적으로 짧아진 것으로 관측된다.
정확히는 A에서 관측한 B의 길이가 다음과 같이 보인다.
{\displaystyle L'\ ={\frac {L}{\gamma }}=L{\sqrt {1-v^{2}/c^{2}}}\,}
여기서
{\displaystyle L\,}는 이동하는 물체의 좌표계에서 측정한 물체의 길이(고유 길이),
{\displaystyle L'\,}는 물체에 대해 이동하는 관찰자의 좌표계에서 측정한 물체의 길이이다.
이 두 관측 결과 역시 서로 모순되는 것처럼 보이지만 그렇지 않다. 길이를 측정하기 위해서는 물체의 양 끝 지점의 위치를 동시에 측정해서 그 차를 구해야 한다. 그러나 A에서 두 지점을 동시에 측정하였더라도 이것을 B가 관측했을 때는 동시성의 상대성에 의해 양 끝을 다른 시각에 측정한 것으로 관측된다. 따라서 B가 관측하기에는 A가 잘못된 실험을 하는 것으로 보이고 따라서 B의 길이가 짧아졌다는 A의 관측 결과는 B에게 맞지 않는 것이다.

## 로런츠 변환
시간 팽창과 길이 수축은 기존의 갈릴레이 변환으로 설명할 수 없다. 따라서 특수 상대성 이론에서는 갈릴레이 변환 대신 로런츠 변환을 쓴다. 만일 어떤 사건이 {\displaystyle S\,}계에서 {\displaystyle (x,y,z,t)\,}의 시공간 좌표를 갖고, {\displaystyle S\,}에 대해 {\displaystyle u\,}의 상대속도를 가지는 {\displaystyle S'\,}계에서 {\displaystyle (x',y',z',t')\,}의 좌표를 갖는다면, 이 두 좌표들 간의 관계는 다음과 같다.
{\displaystyle x'=\gamma (x-ut)\,}
{\displaystyle y'=y\,}
{\displaystyle z'=z\,}
{\displaystyle t'=\gamma \left(t-{\frac {ux}{c^{2}}}\right)\,}
이 변환의 특징은 변환 후에도 빛의 속도는 {\displaystyle c\,}로 일정하다는 것이다. 이는 맥스웰 방정식에서 빛의 속도가 좌표계에 관계없이 일정하다고 예측한 사실과 일치한다. 따라서 고전역학의 갈릴레오 변환과 전자기학의 맥스웰 방정식을 모순 없이 결합시켜주는 변환으로 평가된다.

## 상대론적 운동량과 에너지
고전 역학에서의 운동량인 {\displaystyle {\vec {p}}=m{\vec {v}}\,}는 더 이상 상대론적 속도에서 보존되지 않는다. 그 대신 상대론적 운동량이 보존되는데 그 크기는 다음과 같다.
{\displaystyle {\vec {p}}=\gamma m{\vec {v}}\,}
이 식에서 {\displaystyle v<<c\,}라고 하면 고전적인 운동량인 {\displaystyle {\vec {p}}=m{\vec {v}}\,}이 된다.
또한 고전적인 운동에너지인 {\displaystyle K={\frac {1}{2}}mv^{2}\,} 역시 상대론적 속도에서는 성립하지 않고 다음과 같은 식으로 정의된다.
{\displaystyle K=(\gamma -1)mc^{2}\,}
이 식 역시 {\displaystyle v<<c\,}일 때 고전적인 운동 에너지인 {\displaystyle K={\frac {1}{2}}mv^{2}\,}이 된다.

### 질량-에너지 등가성
그러나 실제로 보존되는 에너지는 운동에너지가 아닌 총에너지 {\displaystyle E_{t}=\gamma mc^{2}\,}이다. 이 중 운동에너지가 아닌
{\displaystyle E=mc^{2}\,}
을 정지 에너지라 부른다.
그러나 이는 질량과 에너지가 자유롭게 변환 가능하다는 의미가 아니다. 그보다 이는 질량과 에너지는 완전히 동등하다는 의미로 다시 말해 질량 {\displaystyle m\,}의 정의에 가깝다. 이 때의 질량 {\displaystyle m\,}을 정지 질량이라 한다. 보다 엄밀한 정지 질량의 정의는 다음과 같다.
{\displaystyle m={\frac {\sqrt {{E_{t}}^{2}-(pc)^{2}}}{c^{2}}}\,}
정지 질량은 어느 관성계에서도 일정하다. 따라서, 오늘날 일반적으로 상대성 이론에서 "질량"이라 하면 정지 질량을 일컫는다.

## 역사
맥스웰 방정식에 따르면, 전자기파는 특정한 속도를 지닌다. 1905년 이전에는 학자들은 전자기파가 에테르라고 불리었던 매질 위에서 전파되며, 전자기파의 속도는 에테르에 대하여 상대적인 속도라고 해석하였다. 그러나 1887년에 행해진 마이컬슨-몰리 실험은 에테르의 존재를 증명하지 못하였다. 이를 설명하기 위하여 1889년에 조지 프랜시스 피츠제럴드가 물체가 높은 속도로 움직일 때는 그 길이가 축소된다고 제안하였고, 이에 기반하여 헨드릭 로런츠와 조지프 라모어는 오늘날 로런츠 변환이라고 불리는 변환을 도입하였다. 그러나 이들은 이 효과들을 에테르에 의한 전기적 효과라고 취급하였다.
1902년 앙리 푸앵카레는 《과학과 가설》이라는 유명한 책에서 공간, 시간, 동시성의 상대성에 대한 고찰을 하였고, 상대성 원리의 반례는 관찰될 수 없으며 "에테르가 존재하지 않을 수도 있다"는 의견을 펼쳤지만 동시에 비유클리드 기하학과 관계된 여러 언급과 함께 "에테르 개념을 뒷받침하는 몇가지 주장"도 하였다.
1905년 6월 앙리 푸앵카레는 로런츠의 작업에 존재하였던 논리상의 간극을 없애는 논문을 제출하였다. 그는 로런츠의 전기동역학 방정식이 완전히 로런츠-공변이 아님을 보였다. 그럼으로써 그는 그 변환의 군론적 성질을 밝혔고, 전하 밀도와 전류 밀도에 대한 로런츠 변환 공식을 수정하였다. 푸앵카레는 이때 "로런츠 변환"이라는 용어를 처음으로 사용하였고, 오늘날에도 사용되는 대칭적 형식을 제시하였다. 그는 길이 수축을 설명하고 전자의 안정성을 보장하는, "푸앵카레 응력"이라고 부른 비-전기적 결합력을 도입하였다. 그는 비-전기적 힘에까지 로런츠-불변성을 확장하여, 중력파를 포함한 로런츠-불변 중력 모델을 묘사하였다.
결국 푸앵카레는 (아인슈타인과는 독립적으로) 그의 6월 논문을 상당히 확장하였다. 그는 이러한 변환들이 최소 작용의 원리에서 도출됨을 보였고 푸앵카레 응력의 몇 가지 성질들을 밝혔다. 더 나아가 로런츠 변환의 군론적 성질들을 더욱 자세히 증명하여 로런츠 군이라는 용어를 만들었으며, {\displaystyle \scriptstyle {x^{2}+y^{2}+z^{2}-c^{2}t^{2}}} 라는 값이 로런츠 변환에 대해 불변임을 보였다. 중력 이론을 개발하는 과정에서, 로런츠 변환이 단지 사차원 공간에서의 회전에 불과하다는 것을 보였으며, 사차원 벡터를 사용하였다.
알베르트 아인슈타인은 1905년 논문 〈움직이는 물체의 전기역학에 대하여〉(독일어: Zur Elektrodynamik bewegter Körper)에서 로런츠 변환 및 관련된 공식들이 시공간의 근본적인 성질임을 두 개의 기본 가정 아래 증명하였다. 같은 해에 아인슈타인은 질량-에너지 등가성에 대한 논문 《물체의 관성이 그 에너지 함량에 관계있는가?》를 발표하였다. 이 두 논문은 오늘날 특수 상대성 이론의 시초로 평가된다.
이후 독일의 수학자 헤르만 민코프스키가 물리적 장소를 나타내는 3차원과 시간을 나타내는 1차원을 통합하여 비유클리드 기하학적 4차원 공간인 민코프스키 시공간을 제안하였고, 세계선(world line), 고유시간(proper time)등을 도입하였다. 민코프스키는 앞으로 시간과 장소를 따로 보는 기존 관점은 사라지고 오직 4차원 통일체만이 본질적으로 남을것이라고 하였다. 민코프스키의 주장이 알려진 초창기에, 알베르트 아인슈타인은 굳이 민코프스키 공간이라는 추상적 구조를 시공간 묘사에 쓰는것에 대해 회의적으로 보았으나, 일반상대론을 연구하며 결국 일반상대론의 시공간은 휘어진 민코프스키 공간으로 묘사됨을 알고는 민코프스키의 생각이 필수적임을 깨달았다고 한다. 민코프스키 시공간은 또한 양자장론의 발달할 수 있는 초석 가운데 하나가 되었다.

## 같이 보기
- 상대성 이론
- 특수상대론의 역사
- 일반 상대성 이론
- 중력
- 중력장
- 특수 상대론 우선권 논쟁

## 참고 자료
- Rindler, Wolfgang (2011). “Special relativity: kinematics”. 《Scholarpedia》 6 (2): 8520. doi:10.4249/scholarpedia.8520.
- Rindler, Wolfgang (2012). “Special relativity: mechanics”. 《Scholarpedia》 7 (1): 10905. doi:10.4249/scholarpedia.10905.
- Rindler, Wolfgang (2012). “Special relativity: electromagnetism”. 《Scholarpedia》 7 (7): 10906. doi:10.4249/scholarpedia.10906.
- Sinha, Supurna (2000년 2월). “Poincaré and the special theory of relativity”. 《Resonance》 5 (2): 12–15. doi:10.1007/BF02838818.